# 27865 Ludgerfroebel
27865 Ludgerfroebel este un asteroid din centura principală de asteroizi.

## Descriere
27865 Ludgerfroebel este un asteroid din centura principală de asteroizi. A fost descoperit pe 30 martie 1995 la Observatorul La Silla de S. Mottola și E. Koldewey. Asteroidul prezintă o orbită caracterizată de o semiaxă mare de 2,73 ua, o excentricitate de 0,12 și o înclinație de 13,2° în raport cu ecliptica.